# دوان ترسیده (ترانه الدار و نگار)
"ُدوان ترسیده" (انگلیسی: Running Scared) ترانه‌ای از گروه موسیقی آذربایجانی الدار و نگار است. این ترانه نماینده آذربایجان در مسابقه آواز یوروویژن ۲۰۱۲ بود و با امتیاز ۲۲۱ به مقام اول رسید. الدار و نگار اولین گروه مخلوط جنسی (زن و مرد) بودند که پس از سال ۱۹۶۳ پیروز مسابقه شدند و همچنین نخستین پیروزی جمهوری آذربایجان در یوروویژن را نیز به دست آوردند.